# Guioa grandifoliola
Guioa grandifoliola là một loài thực vật thuộc họ Sapindaceae. Đây là loài đặc hữu của Papua New Guinea.